# Felix Römer (Schauspieler)
Felix Römer (* 12. Februar 1960 in Wien) ist ein österreichischer Schauspieler und Autor.

## Leben
Römer besuchte das Jesuiten-Kollegium-Kalksburg. Nach seiner Matura im Jahr 1978 studierte Römer an der Wiener Universität Publizistik, Theaterwissenschaft und Philosophie, bevor er mit dem Schauspielstudium an der Schauspielschule Krauss begann. Es folgten Engagements ans Burgtheater Wien, Schauspielhaus Graz, an den Vereinigten Bühnen Krefeld-Mönchengladbach, am Staatstheater Saarbrücken, Staatstheater Kassel und am Schauspiel Dortmund.
Von 2002 bis 2020 war Römer Ensemblemitglied der Berliner Schaubühne am Lehniner Platz, wo er unter anderem in Produktionen von Thomas Ostermeier, Luk Perceval, Michael Thalheimer, Volker Lösch, Tom Kühnel, Katie Mitchell, Philipp Preuss und Milo Rau mitwirkte. Römer ist Autor mehrerer Theaterstücke, die an verschiedenen deutschen Bühnen uraufgeführt wurden. Seit 2020 arbeitet Felix Römer als freier Schauspieler.

## Schauspiel (Auswahl)
| Stück / Autor                                                                | Rolle                  | Theater                                                            | Regie                    |
| ---------------------------------------------------------------------------- | ---------------------- | ------------------------------------------------------------------ | ------------------------ |
| Nichts mehr nach Calingasta Julio Cortazar                                   | Franco                 | Schauspielhaus Graz, Steirischer Herbst                            | Augusto Boal             |
| Amadeus                                                                      | Mozart                 | Schauspielhaus Graz                                                | Peter Lotschak           |
| Reigen                                                                       | Junger Herr            | Schauspielhaus Graz                                                | Eike Gramss              |
| Totenfloß Harald Mueller                                                     | Itai                   | Theater Krefeld                                                    | Hans-Peter Cloos         |
| Servus, Mama Felix Römer                                                     | Mutter/Sohn            | Theater Krefeld                                                    | Gerhard Weber            |
| Sommernachtstraum                                                            | Puck                   | Staatstheater Saarbrücken                                          | Gerhard Weber            |
| Liebe Jelena Sergejewna Ljudmila Rasumowskaja                                | Volodja                | Theater Krefeld                                                    | Matthias Brambeer        |
| Die Geisel Brendan Behan                                                     | Soldat Leslie          | Theater Krefeld                                                    | Gerhard Weber            |
| Die Beleidigten Ulrich Hub                                                   | Robert                 | Theater Krefeld                                                    | Eberhard Köhler          |
| Oleanna David Mamet                                                          | John                   | Staatstheater Saarbrücken                                          | Eberhard Köhler          |
| Geschichten aus dem Wienerwald                                               | Alfred                 | Staatstheater Saarbrücken                                          | Gerhard Weber            |
| Bibione Felix Römer                                                          | Herr Schwarz           | Staatstheater Saarbrücken                                          | Eberhard Köhler          |
| Frühlings Erwachen Frank Wedekind                                            | Melchior               | Staatstheater Kassel                                               | Christian Pade           |
| Der Messias Patrick Barlow                                                   | Bernhard               | Staatstheater Kassel                                               | Martin Baum              |
| Eden Jutta Schubert                                                          | Mann                   | Staatstheater Kassel                                               | Dagrun Hintze            |
| Greek Steven Berkoff                                                         | Eddy                   | Staatstheater Kassel                                               | Elias Perrig             |
| Erfindung der Liebe (Invention of Love) Tom Stoppard                         | Alfred Pollard         | Staatstheater Kassel                                               | Adelheid Müther          |
| Im Dickicht der Städte Bertolt Brecht                                        | Schlink                | Staatstheater Kassel                                               | Elias Perrig             |
| Eine Art Hades Lars Norén                                                    | Ulf                    | Staatstheater Kassel                                               | Adelheid Müther          |
| Das Fest Thomas Vinterberg / Mogens Rukow                                    | Christian              | Theater Dortmund UA                                                | Burkhard Kosminski       |
| Merlin Tankred Dorst                                                         | Lamorak                | Schaubühne Berlin                                                  | Burkhard Kosminski       |
| Woyzeck Georg Büchner                                                        | Hauptmann              | Schaubühne Berlin                                                  | Thomas Ostermeier        |
| Walpurgisnacht Wenedikt Jerofejew                                            | Irrer                  | Schaubühne Berlin                                                  | Árpád Schilling          |
| Berlin Alexanderplatz Alfred Döblin                                          | verschiedene Rollen    | Schaubühne Berlin                                                  | Volker Lösch, 2009       |
| Tartuffe                                                                     | Madame Pernelle        | Schaubühne Berlin                                                  | Michael Thalheimer, 2013 |
| The Forbidden Zone                                                           | Fritz Haber            | Salzburger Festspiele, Schaubühne Berlin                           | Katie Mitchell, 2014     |
| Das Kalkwerk Monolog nach dem Roman von Thomas Bernhard                      | Konrad                 | Schaubühne Berlin                                                  | Philipp Preuss, 2014     |
| Nachtasyl                                                                    | Schauspieler           | Schaubühne Berlin                                                  | Michael Thalheimer, 2015 |
| Der Fremde Albert Camus                                                      | Mersault               | Schaubühne Berlin                                                  | Philipp Preuss, 2016     |
| Lenin                                                                        | Trotzki/Erzähler       | Schaubühne Berlin                                                  | Milo Rau, 2017           |
| Die Unschuldigen, ich und die Unbekannte am Rand der Landstraße Peter Handke | Erzähler               | Staatstheater Braunschweig                                         | Philipp Preuss, 2018     |
| VOYAGE                                                                       | Monolog                | Schaubühne Berlin, Projekt über das Reisen                         | Philipp Preuss, 2018     |
| Danke, Deutschland                                                           | Manfred Röder u. a.    | Schaubühne Berlin; Projekt                                         | Sanja Mitrovic, 2019     |
| Siegfried. Ein Monolog Feridun Zaimoglu                                      | Siegfried Wagner       | Bayreuther Festspiele; Diskurs Bayreuth                            | Philipp Preuss, 2019     |
| Die Anderen                                                                  | Owen                   | Schaubühne Berlin                                                  | Anne-Cécile Vandalem     |
| Unterwerfung/Gegen den Strich Michel Houellebecq/Joris-Karl Huysmans         | Francois/Des Esseintes | Theater an der Ruhr                                                | Philipp Preuss, 2020     |
| Europa oder Die Träume des Dritten Reiches Lars von Trier/Charlotte Beradt   | Max Hartmann           | Theater an der Ruhr                                                | Philipp Preuss, 2020     |
| Onkel Wanja Anton Tschechov                                                  | Onkel Wanja            | Theater an der Ruhr                                                | Philipp Preuss, 2021     |
| Die Frau vom Meer Henrik Ibsen                                               | Doktor Wangel          | Theater an der Ruhr                                                | Philipp Preuss, 2022     |
| und alle tiere rufen: dieser titel rettet die welt auch nicht Thomas Köck    | Monolog                | Kulturhaus Dornbirn, Österreich Produktion vom Ensemble unpop, ÖEA | Stephan Kasimir, 2023    |
| The Best European Show                                                       | Grotowski              | europ. Ko-Produktion European Theatre Convention                   | Haris Pasovic, 2023      |
| Amphitryon Heinrich von Kleist                                               | Sosias / Merkur        | Theater an der Ruhr                                                | Philipp Preuss 2024      |
| Der zerbrochne Krug Heinrich von Kleist                                      | Richter Adam           | Theater an der Ruhr                                                | Philipp Preuss 2024      |

## Filmografie (Auswahl)
- 1981–1985, 1995:  Familie Merian (36-teilige Familienserie, ORF, Regie: Walter Davy)
- 1982: Tarabas (Joseph-Roth-Verfilmung, ORF, Regie: Michael Kehlmann)
- 1983: Tatort: Wir werden ihn Mischa nennen (ORF, Regie: Kurt Junek)
- 1994: Gustav Regler (Regie: Peter Patzak)
- 2009: Linz, die verborgene Stadt (Doku-Fiction-Film, Regie: Luk Perceval)
- 2010: Polizeiruf 110: Die Lücke, die der Teufel lässt (Bavaria, Regie: Lars Montag)
- 2010: Dreileben – Eine Minute Dunkel (Filmtrilogie, Regie: Christoph Hochhäusler)
- 2010: Schmidt & Schwarz (Fernsehfilm, ZDF, Regie: Jan Ruzicka)
- 2011: Vier Frauen und ein Todesfall (Fernsehfilm, ORF/ZDF, Regie: Wolfgang Murnberger)
- 2012: Vergiss mein Ich (Regie: Jan Schomburg)
- 2013: Blutgletscher (Allegro-Film, Regie: Marvin Kren)
- 2013: Phoenix (Regie: Christian Petzold)
- 2015: Meine Tochter Anne Frank (Fernsehfilm, ARD, Regie: Raymond Ley)
- 2015: Kommissar Kluftinger (Fernsehfilmserie, BR, Regie: Lars Montag)
- 2017: Hunny Bunny (Kurzfilm, Regie: David Vajda und Sasa Vajda)
- 2018: Ein verborgenes Leben (Radegund; Regie: Terrence Malick)
- 2018: St. Josef am Berg (zweiteiliger Fernsehfilm, ORF/ARD, Regie: Lars Montag)
- 2019: M – Eine Stadt sucht einen Mörder (sechsteilige Fernsehserie, ORF/TVNOW, Regie: David Schalko)
- 2020: Grind Reset Shine (Spielfilm, Regie: Margarita Jimeno)
- 2022: Echo (Spielfilm, Produktion: Petrolio Film, Regie: Mareike Wegener)
- 2022: Vienna Blood (Staffel 3, ORF/ZDF/BBC, Regie: Robert Dornhelm)
- 2023: Baghead (Spielfilm, Regie: Alberto Corredor)
- 2023: Criminal (Serie, Netflix, Regie: Marvin Kren)
- 2023: Stella (Spielfilm, Regie: Kilian Riedhof)
- 2024: Strangers in the Night (Episodenfilm, Regie: Matthias Krepp, Produktion: Dominic Kubisch)
- 2024: Kafka (Serie, ARD/ORF/Superfilm, Regie: David Schalko)

## Arbeit als Autor

### Theaterstücke
| Stück        | Uraufführung | Theater                   | Regie                                                      |
| ------------ | ------------ | ------------------------- | ---------------------------------------------------------- |
| Servus, Mama | 1990         | Krefeld-Mönchengladbach   | Gerhard Weber                                              |
| Bibione      | 1992         | Staatstheater Saarbrücken | Eberhard Köhler                                            |
| Nackt        | 2001         | Theater Dortmund          | Eberhard Köhler                                            |
| Romexpress   | 2007         | Theater Dortmund          | Caroline Mader                                             |
| Guglhupf     | 2008         | Theater Dortmund          | Matthias Frank                                             |
| Im Herbst    | 2009         | Effingertheater Bern      | Stefan Suske 2012 Kosmostheater Bregenz, ÖEA Augustin Jagg |

### Reiseberichte und Prosatexte
Unter dem Titel Meine liebe Wiener Freundin schrieb Römer mehrere Reiseartikel, von denen einige auf der Reiseseite der FAZ veröffentlicht wurden, über die Insel Hiddensee Oh wie schön ist es auf Hiddensee und über die Insel Sardinien Wasser, nirgendwo smaragdener als hier.
Für die Deutschlandsaga – Fanzine der Berliner Schaubühne im Rahmen der Theaterproduktion Deutschlandsaga 2008 schrieb Römer die Serie „G’schichten aus dem Wiener Wirtshaus“.
In Naomi Schencks „Archiv verworfener Möglichkeiten“ erschien Felix Römers Prosatext „Tote Fische“ u. a. neben Texten von Feridun Zaimoglu, Wilhelm Genazino und Roger Willemsen.
Im Jubiläumsband Geistesblüten – 35 Jahre Berliner Autorenbuchhandlung erschien Felix Römers Prosatext „Hinter Bernhard gehen“ u. a.